# Gibson Spur
Der Gibson Spur ist ein felsiger Gebirgskamm im ostantarktischen Viktorialand. Er ragt westlich der Mündungszone des Webb-Gletschers auf. 
Teilnehmer einer von 1959 bis 1960 durchgeführten Kampagne im Rahmen der neuseeländischen Victoria University’s Antarctic Expeditions benannten ihn nach Graham W. Gibson, Geologe bei einer dieser Forschungsreisen.